# API
Aplikacijsko programsko sučelje (eng. application programming interface, API) ili sučelje za programiranje aplikacija je skup određenih pravila i specifikacija koje programeri slijede tako da se mogu služiti uslugama ili resursima operacijskog sustava ili nekog drugog složenog programa kao standardne biblioteke rutina (funkcija, procedura, metoda), struktura podataka, objekata i protokola.
Na primjer s programskim jezicima kao Java, C i Python dolazi skup osnovnih aplikacijskih programskih sučelja dok specifični API-ji dolaze s programskim paketima posebne namjene kao što su Google Maps, MySQL, Facebook Platform.
Korištenje API-ja omogućava programerima koristiti rad drugih programera štedeći vrijeme i trud koji je potreban da se napiše neki složeni program, pri čemu svi programeri koriste iste standarde. Napretkom u operacijskim sustavima, osobito napretkom u grafičkom korisničkom sučelju API je nezaobilazan u stvaranju novih aplikacija. Umjesto da se programi pišu novi iz temelja, programeri nastavljaju na radu drugih.